# Мбарк Бусуфа
Мубарак „Мбарк” Бусуфа (арап. مبارك بوصوفة‎‎; хол. Moubarak "Mbark" Boussoufa); Амстердам, 15. август 1984) професионални је марокански фудбалер који примарно игра у средини терена на позицији офанзивног везног играча.

## Клупска каријера
Бусуфа је играо за млађе селекције Ајакса и Челсија пре него што је 2004. дебитовао као професионалац у дресу белгијског Гента. Одличне партије које је пружао током те, и током наредне сезоне у Генту донеле су му и признања за најбољег играча лиге и најбољег младог играча. 
У јуну 2006. прелази у редове најтрофејнијег белгијског клуба Андерлехта са којим поптисује четворогодишњи уговор вредан око 3,5 милиона евра. У наредних пет сезона колико је играо у дресу Андерлехта, освојио је две титуле првака Белгија, један куп и два трофеја суперкупа. У наредном периоду играо је и за руске клубове: Анжи из Махачкале и Локомотиву из Москве, а у јулу 2016. као слободан играч потписује двогодишњи уговор са екипом Ал Џазире из Абу Дабија. 

## Репрезентативна каријера
За сениорску репрезентацију Марока дебитовао је  23. маја 2006. у пријатељској утакмици са селекцијом Сједињених Држава. За репрезентацију је играо и на два турнира Афричког купа нација: 2012. и 2017. године.
Селектор Ерве Ренар уврстио га је на списак играча за Светско првенство 2018. у Русији, где је одиграо све три утакмице за Мароко у групи Б.

### Голови за репрезентацију
| №  | Датум              | Место   | Ривал        | Голови | Резултат | Такмичење                                |
| -- | ------------------ | ------- | ------------ | ------ | -------- | ---------------------------------------- |
| 1. | 2. септембар 2006. | Рабат   | Малави       | 2:0    | 2:0      | Квалификације Афричког купа нација 2008. |
| 2. | 9. фебруар 2011.   | Маракеш | Нигер        | 1:0    | 3:0      | Пријатељска утакмица                     |
| 3. | 9. фебруар 2011.   | Маракеш | Нигер        | 2:0    | 3:0      | Пријатељска утакмица                     |
| 4. | 9. октобар 2011.   | Маракеш | Танзанија    | 3:1    | 3:1      | Квалификације Афричког купа нација 2012. |
| 5. | 29. фебруар 2012.  | Маракеш | Буркина Фасо | 1:0    | 2:0      | Пријатељска утакмица                     |
| 6. | 13. октобар 2014.  | Маракеш | Кенија       | 2:0    | 3:0      | Пријатељска утакмица                     |
| 7. | 31. мај 2017.      | Агадир  | Холандија    | 1:2    | 1:2      | Пријатељска утакмица                     |

## Успеси и признања
ФК Андерлехт
- Првенство Белгије (2): 2006/07, 2009/10.
- Белгијски куп (1): 2007/08.
- Белгијски суперкуп (2): 2007, 2010.

 ФК Локомотива Москва
- Куп Русије (1): 2014/15.

 ФК АЛ Џазира Абу Даби
- Првенство Емирата (1): 2016/17.

Индивидуална признања
- Најбољи фудбалер Белгије (2): 2006, 2010.
- Најбољи марокански фудбалер (1): 2006.